# Igai
Igai ist eine Gottheit der ägyptischen Mythologie. Er ist der Herr der Oasen und findet Erwähnung in den Pyramidentexten (Spruch 662b) wie auch in jüngeren Sargtexten. In letzteren wird er mit dem Gott Ha, dem Herrn der westlichen Wüste, assoziiert.

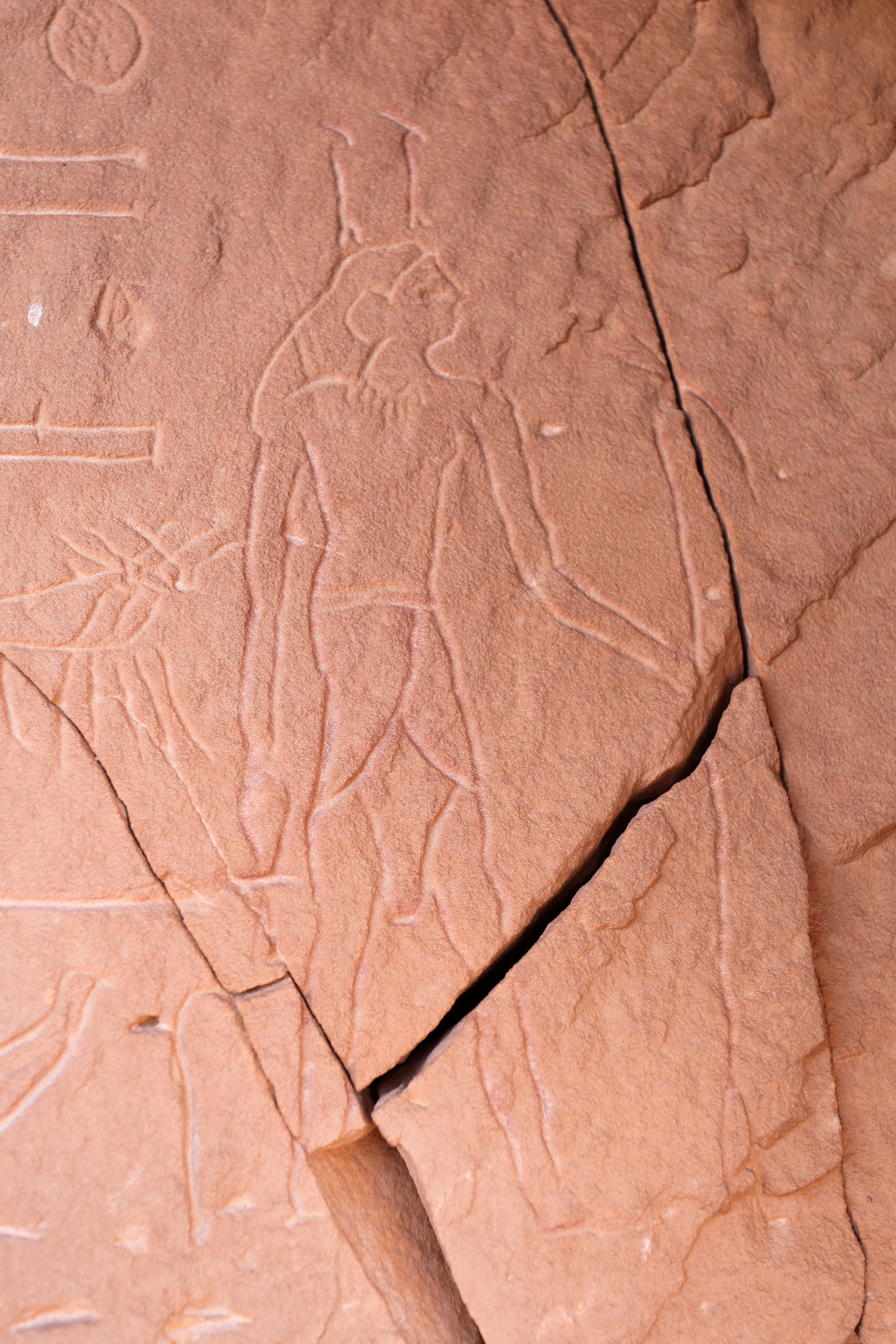
Gott Igai neben der Expeditionsinschrift des Ii-meri und des Bebi, Wasserberg des Radjedef

Aus der 3. Dynastie ist ein Priester des Igai bekannt. Eine Inschrift aus der 22. Dynastie nennt einen Tempel dieses Gottes, der sich in der Oase Dachla befand. Sein Name findet sich außerdem in Felsinschriften aus Dachla und Charga, sowie in dem im Alten und Mittleren Reich bezeugten Personennamen Igai-hetep.